# 松田陸 (俳優)
松田 陸（まつだ りく、1985年1月30日 - ）は、日本の俳優。
- 血液型：AB型
- 出身地：北海道
- 身長：175cm
- (株)リオンズインク所属

## 略歴
北海道滝川市出身。
特技は野球、スノーボード、英語。

## 出演

### 映画
- 『The Salad Rudies』（2015年、ゆうばり国際映画祭出品作）-大介役
- 『母と暮せば』(2015年12月、山田洋次監督）-兵士役
- 『暗殺教室〜卒業編〜』（2016年3月、羽住英一郎監督）-不良役
- 『海賊とよばれた男』（2016年12月、山崎貴監督）-復員兵役
- 『新宿スワンII』（2017年1月、園子温監督）
- 『22年目の告白』（2017年6月、入江悠監督）
- 『全員死刑』（2017年11月、小林勇貴監督）
- 『王様の選択』（2018年、新谷寛行監督）#Short Short Film Festival出品作品　吉田誠司役
- 『OVER DRIVE』（2018年、羽住英一郎監督）
- 『音量を上げろタコ!なに歌ってんのか全然わかんねぇんだよ!!』（2018年、三木聡監督）
- 『マスカレードホテル』（2019年、鈴木雅之監督）
- 『AI崩壊』（2020年、入江悠監督）
- 『法廷遊戯』(2023年、深川栄洋監督)

### テレビドラマ
- 『洞窟おじさん』(2015年、BSプレミアム)4話
- 『サイレーン』(2015年、CX)3話
- 『ON 異常犯罪捜査官・藤堂比奈子』(2016年、CX)6話
- 『スニッファー嗅覚捜査官』(2016年10月〜12月、NHK)2話・6話-槇田翔太役
- 『紺田照の合法レシピ』(2018年、Amazonプライム)丹厚夫役
- 『黒井戸殺し』(2018年3月、CX)
- 『時効警察はじめました復活スペシャル』(2019年、テレビ朝日三木聡監督)
- 『トップリーグ 』(2019年、WOWOW)宮本芳朗役
- 『太陽は動かないーTHE ECLIPSEー』(2020年、WOWOW羽住英一郎監督)
- 『今際の国のアリス』(2020年、Netflix佐藤信介監督)ジン役
- 『パンドラの果実科学犯罪捜査ファイル』 Season1 第2話（2022年4月30日、日本テレビ） - 坂東春敏 役
- 『大川と小川の時短捜査』（2022年9月12日、テレビ東京） - 「サイバーグ社」社員 役
- 『アンメット ある脳外科医の日記』第8話（2024年6月3日、関西テレビ・フジテレビ） - 里村豊 役[1]
- 『民王R』 第6話（2024年11月26日、テレビ朝日） - テレビ番組のスタッフ 役
- 『モンスター』第9話（2024年12月9日、関西テレビ・フジテレビ系） - 岡村洋一郎 役[2]

### PV
- 『ROLLIN' LIFE』(2019年品川祐監督)

### CM
- コカコーラ「ジョージア」〜起きろ夢篇〜（2013年)
- ソニー「ブラビア」（2010年)
- JT「ショートHOPE」（2010年、グラフィックのみ)